# Абрамово (Кимрский район)
Абрамово — деревня в Кимрском районе Тверской области, входит в состав Центрального сельского поселения.

## География
Деревня находится на левом берегу Волги в 2 км на восток от районного центра города Кимры.

## История
В 1795 году в селе была построена каменная Богородицерождественская церковь с 2 престолами. 
В конце XIX — начале XX века село входило в состав Кимрской волости Корчевского уезда Тверской губернии. 
С 1929 года деревня входила в состав Островского сельсовета Кимрского района Кимрского округа Московской области, с 1935 года — в составе Калининской области, с 1994 года — в составе Центрального сельского округа, с 2005 года — в составе Центрального сельского поселения.

## Население
| 1859 | 1887 | 2002 | 2010 |
| ---- | ---- | ---- | ---- |
| 96   | ↗153 | ↘36  | ↘26  |

## Достопримечательности
В деревне расположена действующая Церковь Рождества Пресвятой Богородицы (2006).